# 波兰共产主义者联盟“无产阶级”
波兰共产主义者联盟“无产阶级”（波蘭語：Związek Komunistów Polskich „Proletariat”，缩写为ZKP „Proletariat”）是波兰历史上的一个共产主义政党，自称波兰统一工人党的继承者。1990年7月7日，在卡托维兹举行的波兰共产主义者联盟“无产阶级”第一次组织大会上成立了筹备小组。1990年8月28日，该党在法院正式注册。总部设在栋布罗瓦古尔尼恰。
1991年—1996年，波兰共产主义者联盟“无产阶级”是民主左翼联盟的成员之一，但在民主左翼联盟政府推动通过1997年宪法后，认为该宪法（特别是第13条关于极权主义政权的规定）是“反动的”，因此退出该联盟。2000年5月22日，华沙地区法院注销该党，并启动其解散程序。2002年3月，裁决生效，该党解散；同年7月，多数派建立波兰共产党，而少数派则建立波兰社会主义工人党。
波兰共产主义者联盟“无产阶级”的主席是Zbigniew Wiktor博士，书记兼财务主管是Marian Indelak。Ludwik Hass和Zygmunt Najdowski等人也曾加入该党。